# Pompéi (roman)
Pour les articles homonymes, voir Pompéi (homonymie).
Pompéi (titre original Pompeii) est un roman de l'auteur et journaliste Robert Harris publié par Random House en 2003. Il est un mélange de personnages fictifs avec l'événement réel qu'a été la destruction de Pompéi et ses villes environnantes par l'éruption du Vésuve en 79. Le roman Pompéi est particulièrement notable pour les références que fait l'auteur à divers aspects de la volcanologie et l'utilisation du calendrier romain.

## Résumé
Marcus Attilius Primus est l'aquarius dépêché à Pompéi par le curator de Rome afin de savoir pourquoi Aélianus Exomnius, l'ancien aquarius chargé de l'entretien de l'Aqua Augusta, a subitement disparu quelques jours plus tôt. Attilius s'aperçoit alors que l'aqueduc présente des dysfonctionnements importants et décide, avec l'accord de Pline l'Ancien, de fermer les vannes afin de pouvoir procéder aux réparations, malgré le mécontentement de la foule.
Toutefois, plus les travaux de réparation de l'aqueduc avancent, plus Marcus Attilius sent un grand danger planer au-dessus de Pompéi et venant du Vésuve tout proche. Il rencontre un soutien inestimable, qui lentement évolue en quelque chose de plus profond, en la personne de Corélia Ampliata, fille de Numérus Popidius Ampliatus, ancien esclave devenu millionnaire à la suite du tremblement de terre survenu en Campanie 17 ans plus tôt. Rien ne se déroule aussi simplement que prévu, et le jeune aquarius comprend vite que l'appât du gain prend malheureusement le pas sur la catastrophe, qui se prépare et entraînera la destruction de Pompéi.

## Adaptations
En 2006, Roman Polanski annonce son intention d'adapter le roman. Il renonce l'année suivante du fait de la grève des scénaristes américains. Ridley Scott reprend le projet en 2010 pour une mini-série.